# Humphrey (Nebraska)
Humphrey é uma cidade localizada no estado americano de Nebraska, no Condado de Platte.

## Demografia
Segundo o censo americano de 2000, a sua população era de 786 habitantes.
Em 2006, foi estimada uma população de 788, um aumento de 2 (0.3%).

## Geografia
De acordo com o United States Census Bureau, a localidade tem uma área de 1,1 km², sem área coberta por água.

## Localidades na vizinhança
O diagrama seguinte representa as localidades num raio de 20 km ao redor de Humphrey.